# Айдзути
Айдзути (яп. 相槌 или あいづち, «поддакивание») — термин для обозначения часто встречающихся в японской речи междометий, указывающих на то, что собеседник внимательно слушает говорящего. Использование айдзути считается удобным говорящему, так как он может быть уверен в том, что слушающий вовлечён в дискуссию. Вместе с кэйго и другими формулами вежливости является неотъемлемой частью японского этикета.
Обычные айдзути включают:
- はい хай, ええ ээ, うん ун («да», сказанные с разной степенью уважительности к собеседнику, от большей к меньшей);
- はいそう(です) хай со: дэсу (да, это так): нейтральное подтверждение того, что утверждения поняты слушающим[1];
- そうですね со: дэсу нэ (вот как; я тоже так думаю): показывает, что утверждение заранее уже известно слушающему[1];
- そうですか со: дэсу ка (это действительно так?): показывает, что утверждение оказалось новым для слушающего[1];
- 本当 хонто:, 本当に хонто: ни, 本真 хомма, 成程 наруходо (действительно; правда; в самом деле);
- кивание.

Айдзути могут принимать вид так называемых «эхо», когда ответная реплика будет состоять из существительного и «дэсу ка». После того, как собеседник A задал вопрос вроде: «Мы предлагаем поставлять этот товар в течение года», собеседник B может ответить: «В течение года, вот как (дэсу ка)», чтобы подтвердить своё понимание сути предложения A.
При ведении переговоров люди, незнакомые с такой особенностью построения японских диалогов, например, иностранцы, могут принять кивки и другие айдзути за полное согласие с озвученными предложениями, когда на самом деле японцы лишь высказывают заинтересованность и понимание. Кроме того, американские лингвисты отмечали, что частые поддакивания-айдзути с точки зрения американцев (и, предположительно, других европейцев) воспринимаются как надоедливые и раздражающие помехи. Слова, не несущие информации, но выражающие заинтересованность, в европейских языках не являются строго обязательными в диалоге, их отсутствие не воспринимается как невежливое, а внимательное слушание выражается сохранением тишины, так что говорящему европейцу кажется, что японцы постоянно перебивают его поддакиваниями. С другой стороны, японцы, которых внимательно слушают «по-европейски» молча, теряются и начинают сомневаться, слышат ли их собеседники.